# Голобородько Микола Костянтинович
Микола Костянтинович Голоборо́дько (12 травня 1929, с. Черевки Лубенського району Полтавської області — 12 грудня 2020, Харків) — видатний український вчений-хірург, доктор медичних наук, професор.

## Життєпис
Закінчив Лубенську фельдшерсько-акушерську школу та Харківський медичний інститут (1954). У 1960 р. закінчив аспірантуру при кафедрі загальної хірургії ХМІ та захистив кандидатську дисертацію, тема якої — зміни артеріального та венозного тиску під час операцій на органах черевної порожнини.
У 1954—1957 рр. працював лікарем; у 1957—1966 рр. — викладав у Харківському медичному інституті.
У 1966—2005 рр. очолював відділ політравми та травматичного шоку Інституту загальної та невідкладної хірургії ім. В. Т. Зайцева НАМН України. Це спеціалізоване відділення було організовано вперше в Україні за ініціативою директора НДІ професора О.O. Шалімова.
У 1986 р. захистив докторську дисертацію «Діагностика та хірургічне лікування закритих ушкоджень живота при політравмах».
Відмінник охорони здоров'я, Заслужений раціоналізатор СРСР. 
З початку 1990-х рр. Голобородько брав активну участь в українському відродженні Харківщини. Понад 25 років очолював роботу Фонду національно-культурних ініціатив імені Гната Хоткевича, співпрацював з Харківським міським товариством «Спадщина», «Просвітою», Українською асоціацією захисту історичного середовища та іншими патріотичними організаціями, просвітницькими і культурницькимих об'єднаннями.

## Наукова діяльність
Голобородько є піонером хірургії пошкоджень та хірургічної реанімації хворих з тяжкою механічною політравмою, ускладненою травматичним шоком. Він є автором понад 300 наукових робіт, зокрема 8 монографій, 32 авторських свідоцтв на винаходи. Серед його винаходів — прилад для екстраплевральної стабілізації грудної клітки при множинних переломах ребер. Запропонував метод тимчасового підшкірного виведення оперованої кишки для профілактики перитоніту. Є співавтором методу електрохірургічної резекції печінки та розробником інструментів для цього. Він розробив прилад для гідровакуумної обробки забруднених ран м'яких тканин, хірургічні інструменти для внутрішньочеревного гемостазу тощо. Голобородьком розроблено новий вид спеціалізованих ліжок «Кинетрон» трьох типів — реанімаційне, палатне та домашнє (для лежачих інвалідів і людей похилого віку).
На початку російсько-української війни запропонував використовувати пневмошини та пневмошорти для фіксації переломів та зупинення кровотечі у випадках вогнепальних поранень кінцівок та тазової частини тіла.
Був членом Всесоюзних проблемних комісій «Травми військового періоду» та «Травматичний шок». Член Австрійського товариства хірургів.
Новаторські методи в хірургії пошкоджень та хірургічній реанімації відмічені бронзовою медаллю ВДНГ.

## Нагороди
- орден «Знак Пошани»;
- медаль «За трудові здобутки»;
- медаль «За доблесну працю»

## Обрані праці
- О реанимационной и хирургической тактике при сочетанных механических травмах, осложненных травматическим шоком // ОТП. 1969. № 11 (співавт.); (рос.)
- Математические методы планирования в биологии и медицине. Харьков, 1977 (співавт.); (рос.)
- Диагностика и лечение множественных и сочетанных повреждений живота. Харьков, 1983; (рос.)
- Диагностика и лечение сочетанных повреждений груди и живота. Харьков, 2000 (співавт.); (рос.)
- Хирургия повреждений сердца при раневой политравме и шоке. Харьков, 2003 (співавт.). (рос.)